# Ourdis-Cotdoussan
Ourdis-Cotdoussan ist eine französische Gemeinde mit 43 Einwohnern (Stand 1. Januar 2022) im Département Hautes-Pyrénées in der Region Okzitanien. Sie gehört zum Arrondissement Argelès-Gazost und zum Kanton Lourdes-2. 

## Lage
Sie ist umgeben von folgenden Nachbargemeinden:
|          | Cheust                                      |                      |
| Juncalas | Kompassrose, die auf Nachbargemeinden zeigt | Germs-sur-l’Oussouet |
|          | Gazost                                      | Bagnères-de-Bigorre  |

## Bevölkerungsentwicklung

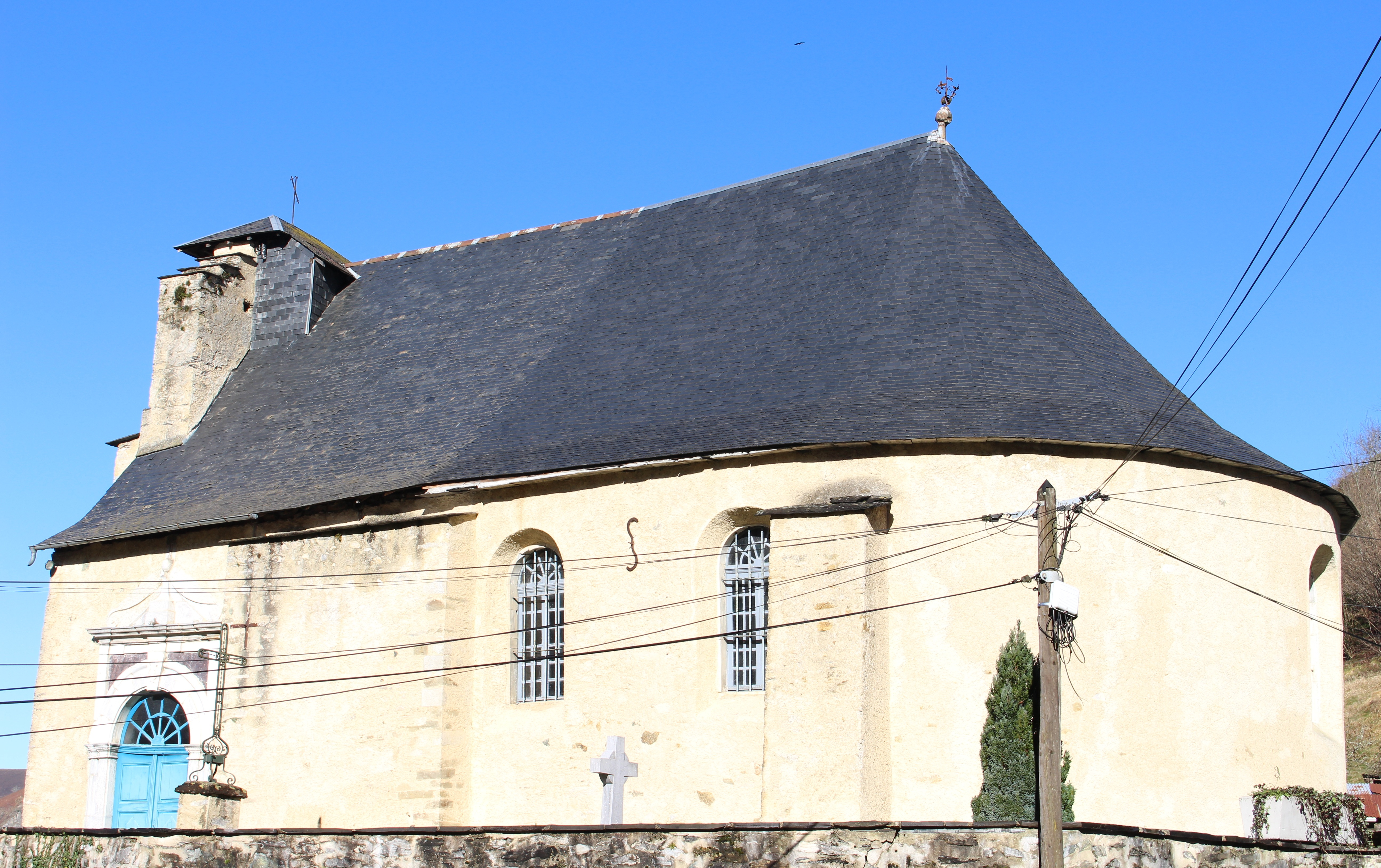
Kirche Saint-Jacques in Cotdoussan, Monument historique seit 1979

| Jahr                      | 1962 | 1968 | 1975 | 1982 | 1990 | 1999 | 2008 | 2016 |
| ------------------------- | ---- | ---- | ---- | ---- | ---- | ---- | ---- | ---- |
| Einwohner                 | 47   | 47   | 46   | 50   | 53   | 53   | 48   | 50   |
| Quelle: Cassini und INSEE |      |      |      |      |      |      |      |      |